# Mycetophila garciai
Mycetophila garciai är en tvåvingeart som beskrevs av Duret 1981. Mycetophila garciai ingår i släktet Mycetophila och familjen svampmyggor. Inga underarter finns listade i Catalogue of Life.